# Сомководолинська сільська рада
| Сомководолинська сільська рада — колишній орган місцевого самоврядування у Переяслав-Хмельницькому районі Київської області з адміністративним центром у с. Сомкова Долина. Водоймища на території, підпорядкованій даній раді: річка Сага. Сільській раді підпорядковані населені пункти: - с. Сомкова Долина - с. Соснівка |

## Склад ради
Рада складається з 12 депутатів та голови.

### Керівний склад ради
| ПІБ                   | Основні відомості                                               | Дата обрання | Дата звільнення |
| --------------------- | --------------------------------------------------------------- | ------------ | --------------- |
| Жук Василь Михайлович | Сільський голова, 1973 року народження, освіта, безпартійний    | 26.03.2006   | 31.10.2010      |
| Жук Василь Михайлович | Сільський голова, 1973 року народження, освіта середня загальна | 31.10.2010   | 25.10.2015      |

Примітка: таблиця складена за даними джерела